# بيرسيفال بار
بيرسيفال بار (بالإنجليزية: Percival Parr)‏ هو لاعب كريكت ولاعب كرة قدم بريطاني (وحمل سابقاً جنسية المملكة المتحدة لبريطانيا العظمى وأيرلندا) في مركز حراسة المرمى، ولد في 2 ديسمبر 1859 في المملكة المتحدة، وتوفي في 3 سبتمبر 1912 في منطقة بروملي في المملكة المتحدة. شارك مع منتخب إنجلترا لكرة القدم. أما مع النوادي، فقد لعب مع Oxford University A.F.C. ‏.

## وصلات خارجية
- بيرسيفال بار على موقع قاعدة بيانات كرة القدم.إي يو (الإنجليزية)
- بيرسيفال بار على موقع ناشيونال فوتبول تيمز (الإنجليزية)